# خالد الهاجري
خالد بن خليفة الهاجري (مواليد 10 مارس 1994) هو لاعب كرة قدم عماني. يلعب لصالح نادي الظفرة الإماراتي معاراً من نادي عمان.

## وصلات خارجية
- خالد الهاجري على موقع قاعدة بيانات كرة القدم.إي يو (الإنجليزية)
- خالد الهاجري على موقع ناشيونال فوتبول تيمز (الإنجليزية)
- خالد الهاجري على موقع Soccerway.com (الإنجليزية)